# Школа політичної аналітики НаУКМА
Школа політичної аналітики НаУКМА- сучасний незалежний аналітичний центр при Національному університеті “Києво - Могилянська академія”, що з 2001 року створює аналітичний продукт, на основі якого сприяє виробленню рішень у сфері протидії популізму, інформаційної безпеки та молодіжної освітньої політики.

## Історія[1]
Школа політичної аналітики НаУКМА бере свій початок від 1998 року, коли було утворено структурний підрозділ "Центр досліджень національної безпеки". За ініціативи викладачів та студентів кафедри політології НаУКМА і стараннями Олексія Гараня та Ростислава Павленка у 2001 році при Центрі було розпочато проект під назвою "Школа політичної аналітики" (ШПА). Метою цієї структури стало сприяння професійній підготовці викладачів, аспірантів та студентів НаУКМА у сфері прикладної політології та аналізу політики.
Протягом 2001-2005 років Школа активно розвивалась та долучалась до загальноукраїнського, а згодом і міжнародного аналітичного середовища. Наприклад, саме ШПА щорічно готувала аналітичні огляди про Україну для видання «Nations in Transit», на підставі яких міжнародна організація «Freedom House» визначала позицію України у відповідному рейтингу. Оскільки діяльність ШПА була дуже успішною, то згодом весь Центр досліджень національної безпеки переформатовується та отримує назву Школа політичної аналітики.
Буремні політичні події кінця 2004 – почату 2005 року не лишили байдужими аналітиків ШПА, оскільки, попри постулат політичної незаангажованості, Школа політичної аналітики НаУКМА завжди декларувала свою активну громадянську позицію. Тож значна частина команди Школи долучилась до розробки та вироблення публічних політик вже у статусі співробітників Секретаріату Президента України та Національного інституту стратегічних досліджень.
Як наслідок, ШПА оновила свій склад та залучила до своєї діяльності нових студентів, аспірантів та випускників кафедри політології. Нова команда швидко опанувала навички аналітики і вже у 2008 році створила вебпортал ua-energy.org, присвячений питанням української енергетики. З часом група аналітиків, які працювали над сайтом та спеціалізувались на питаннях енергетики, виокремилась в окремий незалежний проєкт DiXi Group, що на сьогодні є провідним українським аналітичним центром у своєму напрямку.
Протягом 2010-2014 років Школа політичної аналітики НаУКМА, за підтримки Національного фонду на підтримку демократії, зосередила свою аналітичну роботу головним чином навколо розробки дизайну конституційної реформи та вироблення механізмів залучення до неї громадськості. Разом з тим, командою ШПА була видана серія матеріалів, присвячених реформі судової системи як невід’ємної частини глибинних змін у системі державних структур. Також цей період відзначився співпрацею з Оксфордським університетом у рамках академічно-аналітичного проєкту «Коаліційний президенціоналізм».
З 2014 року і по сьогодні Школа політичної аналітики НаУКМА фокусує свою увагу на тих актуальних проблемах, що постали у зв’язку з анексією Криму, військовою агресією Росії на Сході України, інформаційною війною, а також поширенням явища популізму і посиленням його негативних впливів.

## Проєкти[2]
- Програма розвитку аналітцентрів при університетах (2020-2021).

- “Свідомий вибір до органів місцевого самоврядування 2020 року” (2020).

- Онлайн курс «Культура та політика: багатозначність (взаємо)зв’язків» (2019).

- Радіосеріал «ПоліТроль». (2019).

- «Усвідомлений вибір у президентській виборчій кампанії 2019 року»  (2018-2019).

- «Неформальна політична освіта» (2018-2019).

- "Дослідження інформаційного поля тимчасово окупованих територій та молодіжної громадської активності у підконтрольних Україні районах Донбасу".

- "Відродження та інституційна розбудова Школи політичної аналітики НаУКМА" (2018-2020).

- Конкурс есе «Пробуджені гідністю, об’єднані мрією» (2018)
- Стажування в аналітичних центрах від фонду "Відродження" (2018)
- "Ідеологічний аналіз фільму "Гибель империи: византийский урок" (2018)
- Основні тематики досліджень та напрямки роботи Школи політичної аналітики (2018)
- Спільне дослідження: співпраця між Школою політичної аналітики НаУКМА та Київським осередком Української академії лідерства (2018)
- Constructing a Political Nation: Changes in the Attitudes of Ukrainians during the War in the Donbas (2018)
- Трансформації суспільних настроїв в умовах протидії агресії Росії на Донбасі: регіональний вимір (2017)
- UA-energy.org – Енергетична політика України (2017)
- Сприяння конституційній реформі (2017)
- Побудова громадянського суспільства через залучення громадськості в конституційну реформу (2016)
- Конституційна реформа і президентські вибори (2016)
- Проекти Коаліція НУО за ефективну конституційну реформу (2016)
- Експертна підтримка конституційного процесу в Україні (2016)
- Oxford Coalitional Presidentialism Project (2016)

## Тематика досліджень[3]
1. Протидія популізму
Вивчення популізму як дискурсу та “тонкої ідеології”, виявлення його маркерів і подальше вироблення дієвої стратегії протидії цьому явищу.
2. Ідеологічна реінтеграція Донбасу та повернення Криму
Відстеження процесів, що відбуваються на тимчасово окупованій території Донбасу задля пошуку шляхів їх ідеологічної реінтеграції в Україну. Розробка аналітичних матеріалів щодо сприяння реінтеграції Автономної Республіки Крим.
3. Ідеологія “русского мира”
Пошук та аналіз ідеологічних маркерів “русского мира” у масовій культурі, зокрема кінематографі. Дослідження різних механізмів поширення цих ідей – мова, кінематограф, ЗМІ, Російська православна церква – та аналіз їхнього впливу в Україні.
4. Механізми поширення ідей "русского мира"
Дослідження різних механізмів поширення цих ідей – мова, кінематограф, ЗМІ, Російська православна церква – та аналіз їхнього впливу в Україні.
5. Методологія політичної аналітики
Доказова (evidence-based) політика і аналітика вимагають серйозної методологічної бази, тому діяльність Школи політичної аналітики спрямована на поширення знання про передові методи збору та аналізу емпіричної інформації.
6. Український погляд на внутрішньополітичні процеси в Росії
Відстеження та дослідження політичних процесів всередині Росії: від політики нинішнього режиму до діяльності різних опозиційних сил.
7. Молодіжна освітня політика
Можливість впровадження в Україні неформальних освітніх ініціатив у різних галузях.
8. Діяльність аналітичних центрів в Україні та світі
Формування пропозицій щодо вдосконалення аналітичної продукції через дослідження досвіду передових аналітичних центрів як в університетському середовищі, так і в недержавному секторі.

## Видання[4]
- Implementation of the Paris Summit Agreements: the Reactions and Expectations of Ukrainians

Підготували: П. Бурковський, А. Осипчук, А. Суслов, М. Яковлєв, 
Київ ― 2020
- Виконання домовленостей Паризького саміту: очікування і реакція українців

Підготували: П. Бурковський, А. Осипчук, А. Суслов, М. Яковлєв, 
Київ ― 2020
- Крим: поза зоною досяжності? Інформаційна політики України щодо тимчасово окупованої території АР Крим та м. Севастополь

Підготували: В. Усачова, 
Київ ― 2020
- Донбас очима молодіжних активістів: стан громадянського суспільства та перспективи реінтеграції

Підготували: О. Сабура. А. Суслов, Д.Метельський, 
Київ ― 2020
- Policy Paper "Міністерство інформаційної політики: світ ловив мене, та не спіймав"

Підготували: Є. Большешапов, О. Хмельовський, А.Чупіс, 
Київ ― 2020
- Культура та політика: багатозначність  (взаємо)зв'язків. Методичні матеріали до курсу

Підготували: Н. Амельченко, О. Геращенко, І. Гомза, О. Дем'янчук, Д. Лубківський, Т. Лютий, М. Найєм, А. Осипчук, В. Осьмак, М. Яковлєв, 
Київ ― 2020
- Абетка популізму

Підготували: М. Яковлєв, Д. Терещенко, 
Київ ― 2019
- Фейки, пропаганда, дезінформація та виборчий процес: як нам захистити демократичні практики?

Підготували: дослідницькі команди ШПА НаУКМА та НІСД, 
Київ ― 2019
- Шлях боротьби з "русским миром" в Україні

Підготували: С. Шулімов, О. Литвин, 
Київ ― 2019
- Quenching Fire with Gasoline: Why Flawed Terminology Will Not Help to Resolve the Ukraine Crisis

Підготували: І. Гомза, 
Київ ― 2019
- Constructing a Political Nation: Changes in the Attitudes of Ukrainians during the war in Donbas

Підготували: О. Гарань, М. Яковлєв, 
Київ ― 2017
- Трансформації суспільних настроїв в умовах протидії агресії Росії на Донбасі: регіональний вимір

Підготували: О. Гарань, 
Київ ― 2017
- Судова реформа в Україні: чи можливий прогрес?

Підготували: С. Балан, 
Київ ― 2013 
- Напівпрезидентський режим: можливості конституційної демократизації

Підготували: С. Конончук, С. Балан,
Київ – 2012
- Украина, Россия и провал имперского проекта

Підготували: А. Гарань, П. Бурковский, В. Горбач, В. Дубровский,
Київ – 2011
- Международного фонда «Возрождение» и Национального университета «Киево-Могилянская академия».

Ukraine in Europe: Questions & Answers
Підготували: Олексій Гарань,
Київ – 2009
- Якою могла бути Українська Конституція

Підготували: ШПА НаУКМА, УНЦПД, КВУ,
Київ – 2008
- Зелена книга української конституційної реформи

Підготували: за заг. ред. І. Коліушка, Ю. Кириченко,
Київ – 2007
- 100 днів нової влади: моніторинг діяльності органів державної влади та місцевого самоврядування у період після виборів 26 березня 2006 року

Підготували: упорядник – А. В. Дуда,
Київ – 2006
- Маніпуляції громадською думкою за допомогою ЗМІ

Підготували: О. Чекмишев, Г. Усатенко,
Київ – 2004
- Адміністративний ресурс на виборах та методи протидії

Підготували: О. Кошель, А. Яцимирський, Комітет виборців України,
Київ – 2004
- Виборчі права громадян

Підготували: О. Кошель, А. Яцимирський, Комітет виборців України,
Київ – 2004
- Вибери одного: читаємо програми кандидатів в Президенти України

Підготували: С. Черненко, О. Майборода,
Київ – 2004
- Прийди й проголосуй!

Підготували: С. Черненко, В. Яблонський,
Київ – 2004
- Матеріали семінару “Quo Vadis, Україно? (Проблеми формування лівого центру після президентских виборів 1999 р.)

Київ – 2000